# Bernard Katz
Bernard Katz (Leipzig, 26 maart 1911 – Londen, 20 april 2003) was een Britse biofysicus en neurofysioloog van Duitse komaf, die erkenning verwierf voor zijn werk op het vlak van zenuwbiochemie. In 1970 deelde hij de Nobelprijs voor de Fysiologie of Geneeskunde met Julius Axelrod en Ulf von Euler.

## Biografie
Geboren in een joodse familie, studeerde Katz van 1921 tot 1929 aan het Albert Gymnasium in zijn geboortestad Leipzig. Daarna volgde hij een studie geneeskunde aan de Universiteit van Leipzig, die hij in 1934 afrondde. Een jaar later vluchtte Katz in februari naar Groot-Brittannië, omdat de opkomst van Hitler zijn Russisch-Joodse afkomst gevaarlijk maakte. Hij ging daar werken aan het University College (UCL) van de Universiteit van Londen, onder Archibald Hill. Katz haalde zijn PhD in 1938 en won een Carnegie Fellowship om te studeren bij John Eccles op het Sydney Hospital.
Katz werd genaturaliseerd in 1941, waarna hij in 1942 dienst nam bij de Royal Australian Air Force. Hij bracht de oorlog door als radarofficier boven de Stille Oceaan. Katz trouwde met Marguerite Penly in 1945 en keerde een jaar later als adjunct-directeur terug naar UCL. In Engeland werkte hij met onder meer de Nobelprijswinnaars van 1963: Alan Hodgkin en Andrew Huxley. Katz werd hoogleraar en hoofd biofysica aan de UCL in 1952, waarna hij ook verkozen werd tot Fellow of the Royal Society. Hij bleef hoofd biofysica tot 1978 en werd toen professor emeritus. In 1970 werd Katz geridderd. In 1967 kreeg hij al de Copley Medal.

## Prestaties
Het werk van Katz legde fundamentele eigenschappen van synapsen bloot. Gedurende de jaren vijftig bestudeerde hij de biochemie en beweging van acetylcholine. Katz won de Nobelprijs voor zijn ontdekking dat de ontlading van neurotransmitters in synapsen werkt volgens de wetten van de kwantale theorie. Dat wil zeggen dat op iedere synaps altijd een minimum aantal neurotransmitters afgegeven worden. Indien het er meer zijn, dan gaat het om een veelvoud van die minimumwaarde, ofwel kwantum. Dit is zo omdat de moleculen van neurotransmitters al per hoeveelheid (vesikels) 'verpakt' zitten vóór ze ontladen worden in het synaptische gat.
Katz' werk had directe invloed op de studie naar organofosforverbinding en naar organochloride. Het vormde de basis van de nieuwe naoorlogse studie naar zenuwgas en bestrijdingsmiddelen, toen hij aantoonde dat de complexe enzymcyclus makkelijk verstoord raakt.
1901: Behring · 
1902: Ross · 
1903: Finsen · 
1904: Pavlov · 
1905: Koch · 
1906: Golgi, Ramón y Cajal · 
1907: Laveran · 
1908: Mechnikov, Ehrlich · 
1909: Kocher · 
1910: Kossel · 
1911: Gullstrand · 
1912: Carrel · 
1913: Richet ·
1914: Bárány · 
1919: Bordet · 
1920: Krogh · 
1922: Hill, Meyerhof · 
1923: Banting, Macleod · 
1924: Einthoven ·
1926: Fibiger · 
1927: Wagner-Jauregg · 
1928: Nicolle · 
1929: Eijkman, Hopkins · 
1930: Landsteiner · 
1931: Warburg · 
1932: Sherrington, Adrian · 
1933: Morgan · 
1934: Whipple, Minot, Murphy · 
1935: Spemann · 
1936: Dale, Loewi · 
1937: Szent-Györgyi · 
1938: Heymans · 
1939: Domagk · 
1943: Dam, Doisy · 
1944: Erlanger, Gasser · 
1945: Fleming, Chain, Florey · 
1946: Muller · 
1947: C. Cori, G. Cori, Houssay · 
1948: Müller · 
1949: Hess, Moniz · 
1950: Kendall, Reichstein, Hench · 
1951: Theiler · 
1952: Waksman · 
1953: Krebs,Lipmann ·
1954: Enders, Weller, Robbins · 
1955: Theorell · 
1956: Cournand, Forssmann, Richards · 
1957: Bovet · 
1958: Beadle, Tatum, Lederberg · 
1959: Ochoa, Kornberg · 
1960: Burnet, Medawar · 
1961: Békésy · 
1962: Crick, Watson, Wilkins · 
1963: Eccles, Hodgkin, Huxley · 
1964: Bloch, Lynen · 
1965: Jacob, Lwoff, Monod · 
1966: Rous, Huggins · 
1967: Granit, Hartline, Wald · 
1968: Holley, Khorana, Nirenberg · 
1969: Delbrück, Hershey, Luria · 
1970: Katz, Euler, Axelrod · 
1971: Sutherland · 
1972: Edelman, Porter · 
1973: Frisch, Lorenz, Tinbergen · 
1974: Claude, De Duve, Palade · 
1975: Baltimore, Dulbecco, Temin ·
1976: Blumberg, Gajdusek · 
1977: Guillemin, Schally, Yalow · 
1978: Arber, Nathans, Smith · 
1979: Cormack, Hounsfield · 
1980: Benacerraf, Dausset, Snell · 
1981: Sperry, Hubel, Wiesel · 
1982: Bergström, Samuelsson, Vane · 
1983: McClintock · 
1984: Jerne, Köhler, Milstein · 
1985: Brown, Goldstein · 
1986: Cohen, Levi-Montalcini · 
1987: Tonegawa · 
1988: Black, Elion, Hitchings · 
1989: Bishop, Varmus · 
1990: Murray, Thomas · 
1991: Neher, Sakmann · 
1992: Fischer, Krebs · 
1993: Roberts, Sharp · 
1994: Gilman, Rodbell · 
1995: Lewis, Nüsslein-Volhard, Wieschaus · 
1996: Doherty, Zinkernagel · 
1997: Prusiner · 
1998: Furchgott, Ignarro, Murad · 
1999: Blobel · 
2000: Carlsson, Greengard, Kandel ·
2001: Hartwell, Hunt, Nurse · 
2002: Brenner, Horvitz, Sulston · 
2003: Lauterbur, Mansfield · 
2004: Axel, Buck · 
2005: Marshall, Warren ·
2006: Fire, Mello ·
2007: Capecchi, Smithies, Evans ·
2008: Zur Hausen, Barré–Sinoussi, Montagnier ·
2009: Blackburn, Greider, Szostak ·
2010: Edwards ·
2011: Beutler, Hoffmann, Steinman ·
2012: Gurdon, Yamanaka ·
2013: Rothman, Schekman, Südhof ·
2014: O'Keefe, Moser, Moser ·
2015: Campbell, Omura, Tu ·
2016: Osumi ·
2017: Hall, Rosbash, Young ·
2018: Allison, Honjo ·
2019: Kaelin, Ratcliffe, Semenza ·
2020: Alter, Houghton, Rice ·
2021: Julius, Patapoutian ·
2022: Pääbo ·
2023: Karikó, Weissman ·
2024: Ambros, Ruvkun
- Bibsys: 90812995
- Biblioteca Nacional de España: XX1153443
- CiNii: DA00658176
- Gemeinsame Normdatei: 137444397
- International Standard Name Identifier: 0000 0001 1838 977X
- Library of Congress Control Number: n85217690
- Nationale Bibliotheek van Letland: 000179317
- Bibliotheek van het Japanse parlement: 00445253
- Nationale Bibliotheek van Tsjechië: nlk20000083436
- Nationale Bibliotheek van Israël: 987007263773205171
- Nederlandse Thesaurus van Auteursnamen: 070966796
- Réseau des bibliothèques de Suisse occidentale: 02-A003444517
- Istituto Centrale per il Catalogo Unico: AQ1V001313
- SNAC: w69q8xwq
- Système universitaire de documentation: 081947208
- Trove: 887041
- Virtual International Authority File: 81634958
- WorldCat: E39PBJt44gqxCbgPg9WfcpV9jC